# Sorocha champenoisi
Sorocha champenoisi är en skalbaggsart som beskrevs av Soula 2006. Sorocha champenoisi ingår i släktet Sorocha och familjen Rutelidae. Inga underarter finns listade i Catalogue of Life.